# Arafát
Arafát (454 m n. m.) je žulový kopec východně od Mekky vystupující přibližně 70 metrů nad okolní stejnojmennou planinu. Je známý především díky tomu, že během islámského měsíce dhú'l-hidždža se stává místem vykonávání rituálu stání, který je součástí pouti do Mekky, jednoho z pěti pilířů islámu. Rituál stání na kopci probíhá 9. dne zmíněného měsíce a sestává z modliteb a proseb stojících muslimů, jež směřují k Bohu. Po skončení rituálu se poutníci odebírají k Muzdalifě.
Pojem Arafát se též vyskytuje v koránu ve druhé súře ve verši 198:
„Není pro vás hříchem, budete-li usilovat o přízeň Pána svého na trzích pouti. A když provádíte běh z Arafátu, vzpomínejte Boha poblíže místa posvátného! Vzpomeňte, že On vás uvedl na správnou cestu, zatímco předtím jste byli z těch, kdož bloudí.“

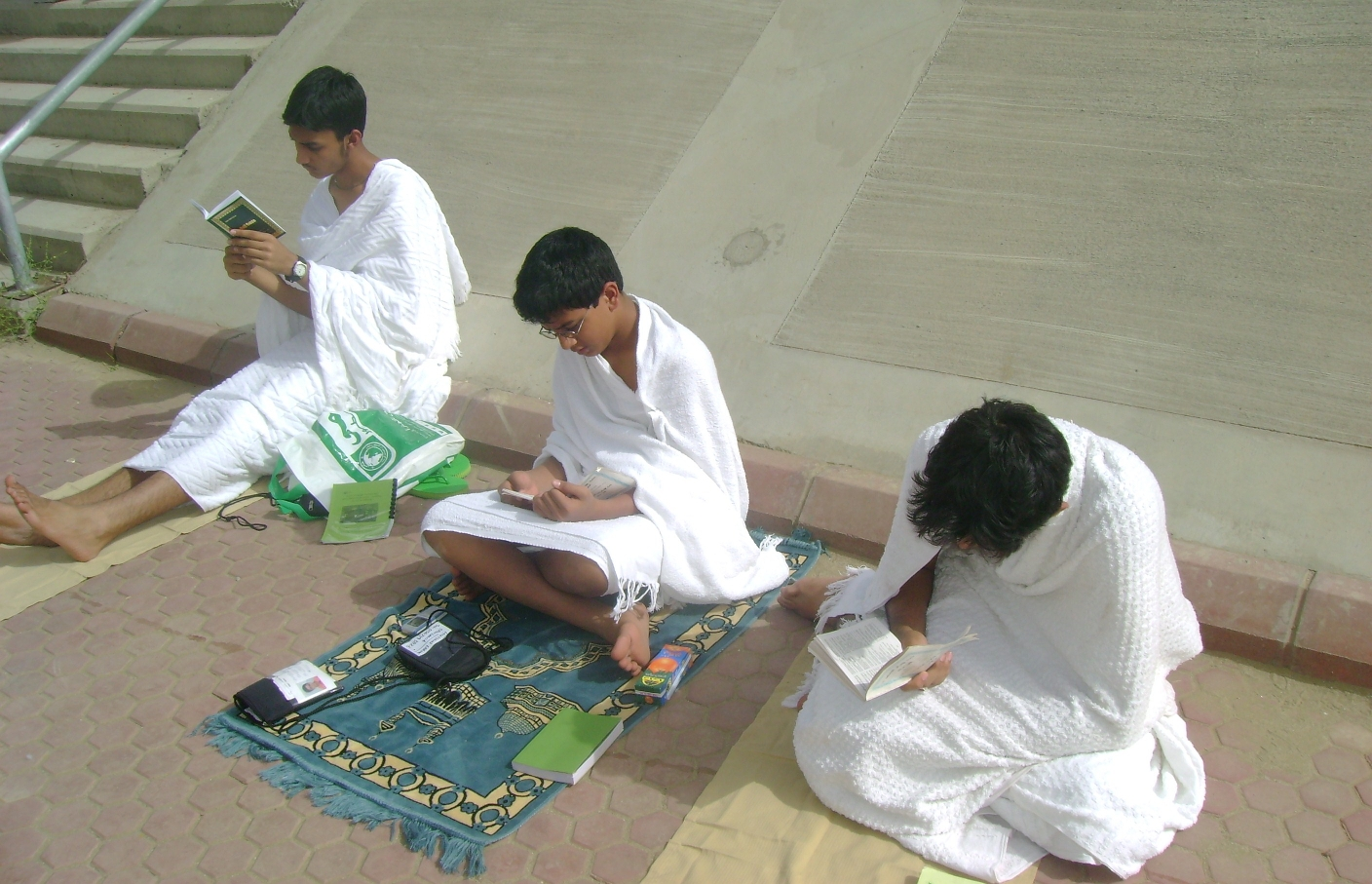
Poutníci na pahorku Arafát